# Cuemba
Cuemba é uma cidade e município da província do Bié, em Angola.
Tem 11 421 km² e cerca de 127 mil habitantes. É limitado a norte pelos municípios de Quirima e Cacolo, a leste pelo município do Moxico, a sul pelo município de Camacupa, e a oeste pelos municípios de Camacupa e Luquembo.
O município é constituído pela comuna-sede, correspondente à cidade do Cuemba, e pelas comunas de Luando, Munhango e Sachinemuna.
Até 1975 designou-se "Neves Ferreira".